# Quadrantiden
Die Quadrantiden sind ein jährlich zum Jahreswechsel wiederkehrender Meteorstrom. Er gehört zu den vier aktivsten Sternschnuppenschwärmen.
Ihr Radiant (scheinbarer Ursprung) liegt im nordöstlichen Teil des Sternbilds Bärenhüter (lat. Bootes), weswegen sie auch Bootiden genannt werden. Der Name Quadrantiden kommt vom früheren Sternbild Mauerquadrant, das allerdings nicht mehr offiziell geführt wird und zwischen Bootes, Drache und Herkules lag.
Die Quadrantiden treten in der ersten Januarwoche auf, mit einem scharfen Maximum in der Nacht vom 3. auf den 4. Januar -- das jedoch nur wenige Stunden dauert. Bei idealen Bedingungen sind dann bis 110 Meteore pro Stunde zu beobachten, in manchen Jahren sogar 200. Die mittlere Helligkeit der Meteore ist jedoch gering (3. bis 6. Größe), ihre Geschwindigkeit beträgt um die 40 km/s.

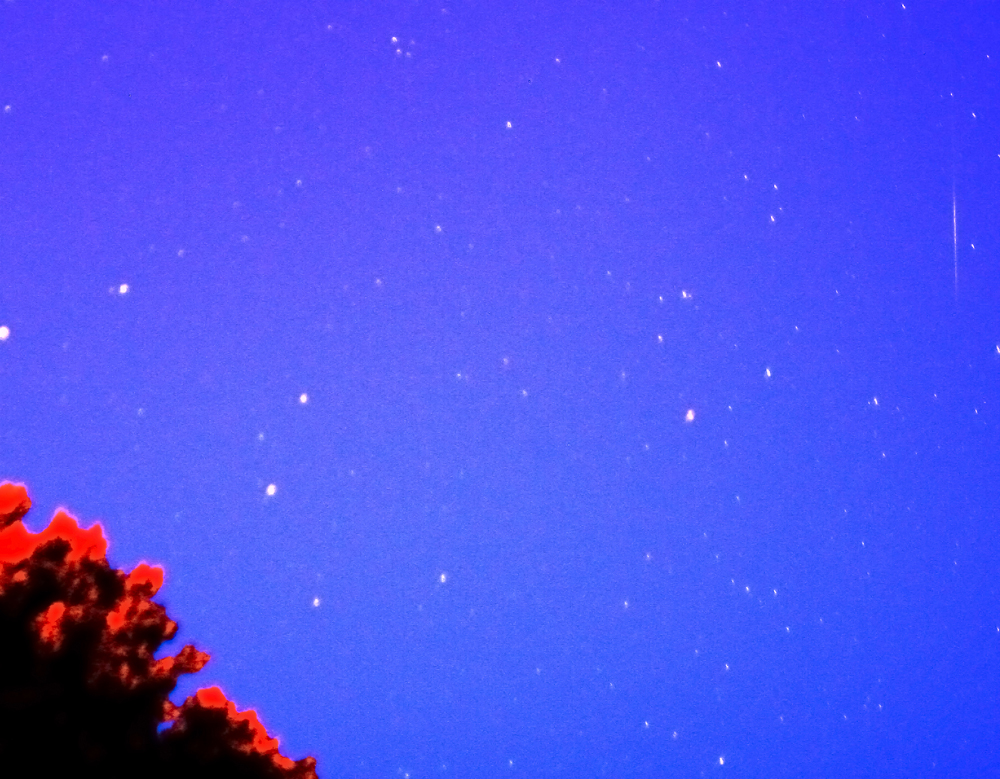
Ein Quadrantid in der Morgendämmerung, 2009

Der Radiant ist zwar zirkumpolar, steht abends aber noch nahe am Horizont, sodass nur wenige Sternschnuppen zu sehen sind. Von Mitternacht bis zum Beginn der Morgendämmerung steigt der Radiant jedoch von 30° auf 70 bis 80° Höhe, wodurch der Anteil an beobachtbaren Meteoren stark zunimmt.

## Mutterkörper und Bahnstörungen
Entdeckt wurde der Meteorstrom 1825 in Italien und 1835 in der Schweiz. Eine höhere Fallrate von 60 pro Stunde wurde erstmals 1864 in England beobachtet, die jedoch am nächsten Tag auf 10 abfiel. Dass das Maximum nur wenige Stunden dauert, aber in manchen Jahren über 200/h liegt, erhärtete sich erst in den letzten Jahrzehnten.
Bis vor wenigen Jahren war nicht bekannt, welcher Mutterkörper die Quadrantiden hervorbringt. Am 6. März 2003 wurde der Asteroid  2003 EH1 entdeckt, dessen Bahnparameter gut mit denen der Quadrantiden übereinstimmen. Nach einem Artikel des Meteor-Experten Peter Jenniskens handelt es sich bei 2003 EH1 um den inaktiven Rest eines einstmals viel größeren Kometenkerns, der auseinandergefallen ist, wobei neben 2003 EH1 auch die Quadrantiden entstanden sein sollen. Als Kandidat für den Ursprungskometen kommt der vor 500 Jahren in China beobachtete C/1490 Y1 infrage, dessen Bahnelemente ebenfalls zu den Quadrantiden passen. Auch das mutmaßlich geringe Alter des Meteorstroms stützt diese Hypothese.
Die Teilchen konzentrieren sich offenbar auf nur kurze Bereiche der Ellipsenbahn, die außerdem vom Planeten Jupiter beeinflusst wird. Dadurch schwankt das jährliche Maximum stark (ZHR zwischen etwa 60 und 190). Außerdem wurde 1918 eine Verschiebung des Radianten um einige Grad festgestellt. In etwa 300 Jahren dürfte die Bahnellipse nicht mehr die Erdbahn schneiden und die Quadrantiden unbeobachtbar werden.
Eine ähnliche Bahn hat der im Oktober auftretende Meteorstrom der Draconiden, dessen Ursprungskomet 21P/Giacobini-Zinner ebenfalls zur Jupiterfamilie gehört.
Deren Radiant liegt nur 20° entfernt im Kopf des Sternbilds Drache.